# Saint-Genouph
Saint-Genouph település Franciaországban, Indre-et-Loire megyében. Lakosainak száma 1022 fő (2022. január 1.). Saint-Genouph Ballan-Miré, Berthenay, Fondettes, Luynes, La Riche és Savonnières községekkel határos.

## Népesség
A település népessége az elmúlt években az alábbi módon változott:
| Lakosok száma | 672  | 805  | 873  | 1005 | 1052 | 1055 | 1050 | 1039 | 1029 | 1022 |
|               | 1968 | 1982 | 1990 | 2006 | 2013 | 2015 | 2017 | 2019 | 2020 | 2022 |